# Towarkowskij
Towarkowskij (ros. Товарковский) – osiedle w Rosji, w obwodzie tulskim, w rejonie bogorodickim. W 2010 liczyło 7587 mieszkańców.